# Petr Hojer
Petr Hojer (4. října 1940 Praha – 14. října 2017) byl český sportovní funkcionář, manažer HC Verva Litvínov, bývalý československý politik KSČ, za normalizace a krátce po sametové revoluci ministr průmyslu České socialistické republiky.

## Biografie
Vyučil se lučebníkem v podniku Spolana Neratovice, kde do roku 1968 pracoval jako dělník. V letech 1965–1972 vystudoval při zaměstnání Vysokou školu chemicko-technologickou v Pardubicích. V období let 1968–1976 se v tomto podniku vypracoval postupně na staršího technologa, vedoucího výroby podniku a vedoucího cechu. Mezi roky 1976–1980 zastával funkci ředitele výroby generálního ředitelství podniku Chemopetrol Praha. V roce 1980 se stal pověřeným ředitelem koncernového podniku Chemické závody československo-sovětského přátelství Litvínov a od roku 1981 byl ve funkci ředitele potvrzen. Angažoval se ve strukturách KSČ a Národní fronty. Byl členem Krajského výboru KSČ v Ústí nad Labem a členem předsednictva Okresního výboru KSČ v Mostu. Zasedal rovněž v národohospodářské komisi Ústředního výboru Komunistické strany Československa. Bylo mu uděleno Vyznamenání Za zásluhy o výstavbu.
V červnu 1986 byl jmenován členem české vlády Josefa Korčáka, Ladislava Adamce, Františka Pitry a Petra Pitharta jako ministr průmyslu. Setrval v ní až do června 1990. Svůj nástup do funkce popisoval ve vzpomínkách z roku 2010 následovně: „Já přišel na rezort, který byl ve velkém rozvalu. Musel jsem ho konsolidovat, neměl jsem na politiku čas. Spadaly pod nás tři tisíce fabrik od Šumavy k Tatrám, měl jsem na starosti dřevaře, nábytkáře, ševce, hudební nástrojáře, strojaře a další obory. Vydržel jsem přesně 4 roky a 11 dnů, byl jsem ještě v Pithartově vládě.“ Po roce 1990 působil v soukromém sektoru. Státní bezpečnost ho evidovala jako důvěrníka (krycí jméno NÁMĚSTEK).
V živnostenském rejstříku se uvádí bytem Litvínov. K roku 2010 je zmiňován jako generální manažer hokejového klubu Litvínov. S hokejovým týmem spolupracoval již v 80. letech, kdy byl ředitelem litvínovské chemičky. Na postu manažera HC Litvínov se uvádí i k roku 2012.